# Іван Гевко
Іван Любомирович Гевко (англ. John Hewko, народився в США) — американський юрист українського походження, генеральний секретар «Ротарі Інтернешнл».
Є представником керівництва доброчинного Фонду Карнеґі за міжнародний мир та сенатором Українського католицького університету (УКУ) у Львові, керівником міжнародної кампанії зі збору коштів на будівництво університетського містечка УКУ.

## Життєпис
Народився в США, в родині українців Любомира та Наталі Гевків, які походили з Тернопільщини, Україна.
У 1991-1992 — виконавчий секретар міжнародної консультативної ради при Верховній Раді України.
У 1992-1996 — один з керівників міжнародної юридичної компанії «Бейкер і Мак-Кензі», засновник її київського офісу.
2004-2009 – віце-президент державного агентства «Мілленіум Челлендж Корпорейшн» (Виклик тисячоліття) — це одна з керівних посад державної служби в адміністрації президента США. Агентство створене для забезпечення державної допомоги США найбіднішим країнам світу. Гевко відповідав за зв’язки з 26 державами Африки, Азії, Південної Америки, Близького Сходу та колишнього Радянського Союзу. Під його керівництвом США надали вісімнадцятьом з цих країн допомогу у розмірі $6,3 млрд для розвитку інфраструктури, сільського господарства, водопостачання, медицини та освіти.
7 січня 2011 року, згідно з рішенням Ради директорів «Ротарі Інтернешнл», президент РІ підписав з Іваном Гевком угоду на виконання ним з 1 липня 2011 року обов'язків Генерального секретаря «Ротарі Інтернешнл».